# Antoni Rosell i Bru
Antoni Rosell i Bru (Tarragona, 11 de juliol de 1857 - Madrid, 22 de juliol de 1899) fou un advocat i polític català del segle xix, diputat a les Corts Espanyoles durant la restauració borbònica. Fou elegit diputat del Partit Conservador pel districte del Vendrell a les eleccions generals espanyoles de 1899. Tanmateix, la seva mort el juliol del mateix any va provocar unes noves eleccions parcials, en les que fou escollit el també conservador Isidre Gassol i Civit.
Mort a Madrid el dia 22 de juliol de 1899 de matinada, el seu cadàver fou traslladat a Tarragona, la seva ciutat natal, on fou enterrat. Tenia 42 anys i estava casat amb Celestina de Castellarnau i de Miró.